# Swifties

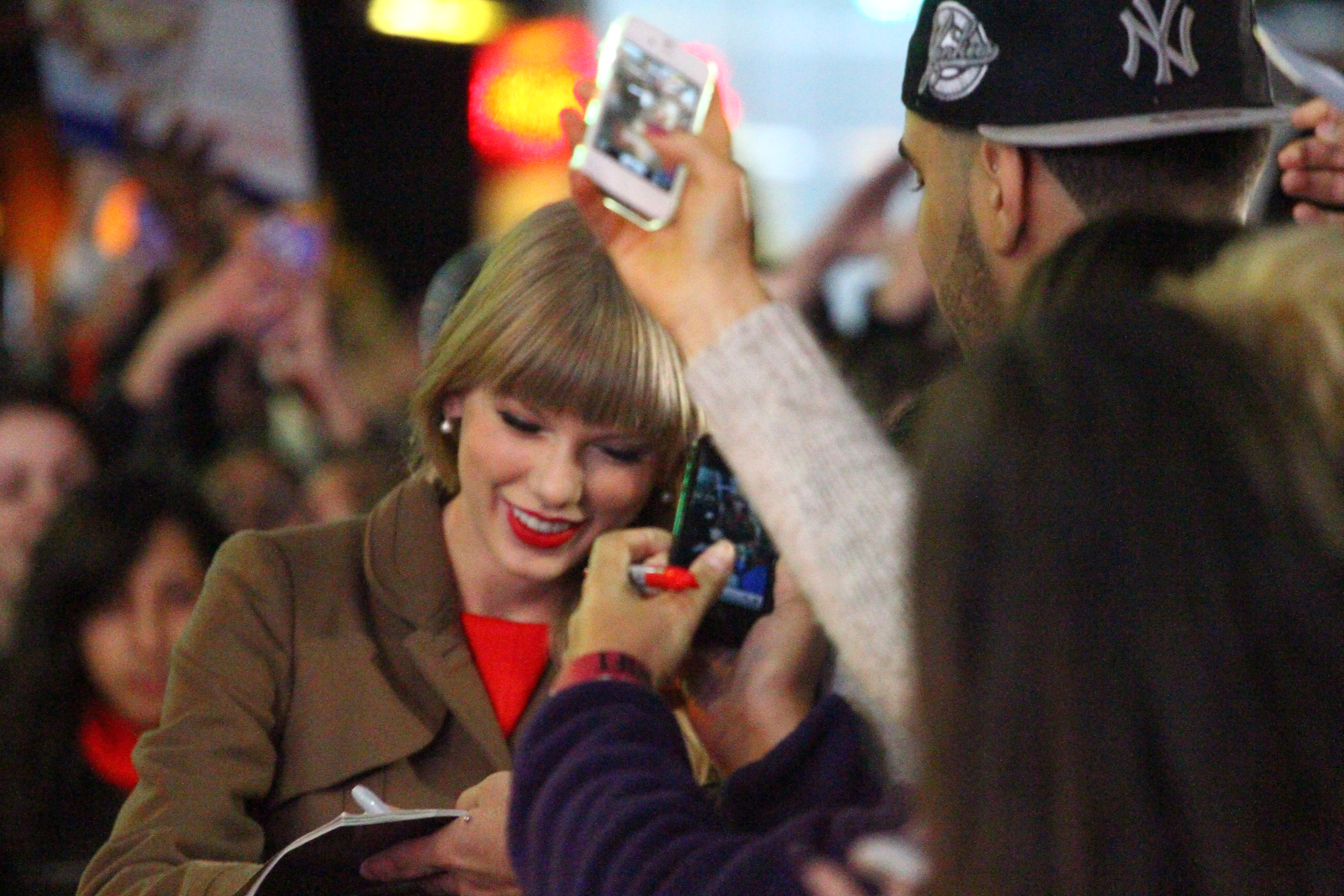
Taylor Swift interagindo com os Swifties reunidos do lado de fora do estúdio do Good Morning America em Nova Iorque (2012)

"Swifties" é o fandom da cantora e compositora americana Taylor Swift. Considerados pelos jornalistas como uma das maiores e mais dedicadas bases de fãs, os Swifties são conhecidos por seus altos níveis de participação, comunidade e impacto cultural na indústria musical e na cultura popular. Eles são um assunto de ampla cobertura na grande mídia.
Críticos opinaram que Swift redefiniu as relações entre artistas e fãs ao estabelecer uma conexão íntima com os Swifties. Ela frequentemente se envolveu, ajudou, deu crédito e priorizou seus fãs, que ofereceram apoio e interesse em suas obras, independentemente de sua má recepção na mídia na mídia e cancelamentos. Eles continuaram a apoiar Swift em suas transições de estilo musical, mudanças artísticas inesperadas e suas controvérsias altamente divulgadas, como a disputa dos masters de 2019, ao mesmo tempo em que instigavam as políticas da TicketMaster que levou à implementação de várias leis e ao incentivo do crescimento econômico com a The Eras Tour.
Jornalistas consideram os Swifties como um bloco de votação significativamente influente, especialmente na política dos Estados Unidos.
Os lançamentos, esforços promocionais e moda de Swift atraíram atenção por incorporar easter eggs e pistas que são descobertos pelos Swifties e considerados parte de seu universo musical. Eles também foram alvo de críticas, com alguns fãs demonstrando desrespeito à direitos de Swift ao divulgar suas localizações em tempo real, invadir privacidade em relacionamentos amorosos e abusar verbalmente de pessoas, incluindo celebridades, que difamam Swift. Por outro lado, alguns Swifties criticam a própria Swift por seu estilo de vida e escolhas profissionais, que os jornalistas desaprovam como um relacionamento parassocial.
Análises culturais têm descrito os Swifties de forma variável como uma comunidade de interesse, uma subcultura e um quase metaverso, enquanto os acadêmicos os têm estudado por seu consumismo, criação de conteúdo, capital social, efervescência coletiva, prolificidade organizacional, fanatismo e relacionamentos interpessoais. A palavra "Swiftie(s)" foi adicionada ao Oxford Dictionary of English em 2023.

## História

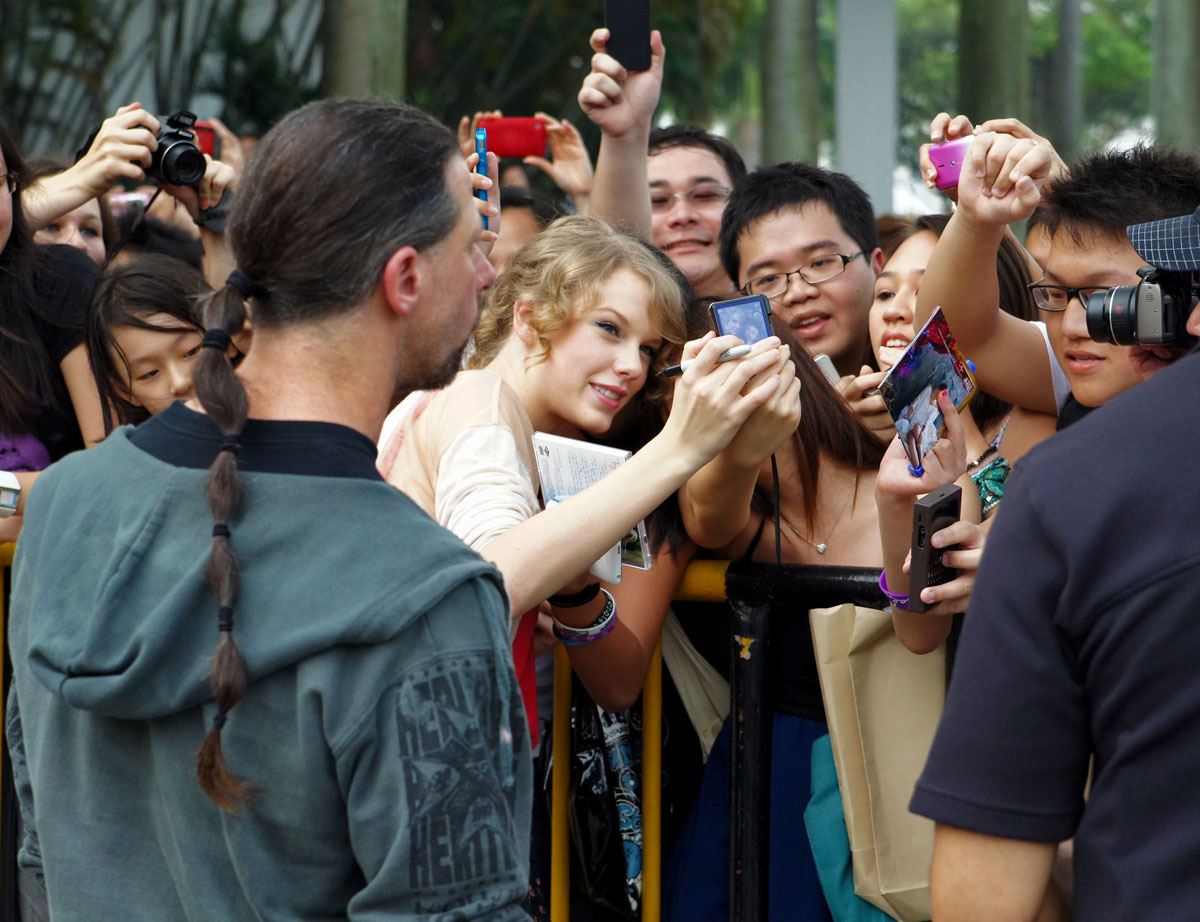
Swift com fãs em Singapura em 2012

Taylor Swift começou a compor, gravar e lançar música country em 2006. Antes de lançar seu single de estreia, "Tim McGraw" (2006), Swift usava sites de redes sociais. Ela foi uma das primeiras artistas country a usar a Internet como ferramenta de marketing para sua música, promovendo-se principalmente no MySpace e se conectando com ouvintes que gostavam de sua música quando ela tocava no rádio. Ela criou sua conta no MySpace em 31 de agosto de 2005, um dia antes de sua então gravadora, Big Machine Records, ser inaugurada. As músicas de Swift no MySpace acumularam mais de 45 milhões de audições, que Scott Borchetta, CEO da gravadora, forneceu aos programadores de rádio country "céticos" para convencê-los de que havia fãs existentes para as músicas de Swift.
Swift lançou seu primeiro álbum de estúdio autointitulado nos Estados Unidos em outubro de 2006. Depois de vender 40.000 cópias na primeira semana, tornou-se um sucesso repentino, com vendas constantes ao longo do tempo, atingindo um milhão de cópias em novembro de 2007. Obteve sua maior semana de vendas em janeiro de 2008, com 187.000 cópias. Esse sucesso inesperado contribuiu para um rápido aumento na notoriedade de Swift dentro e fora da cena da música country.
Seu álbum seguinte, "Fearless" (2008), foi lançado em novembro de 2008 e se tornou o álbum mais vendido de 2009. Alcançou um sucesso internacional significativo além da anglosfera, onde a música country não era popular, e seus singles "Love Story" (2008) e "You Belong with Me" (2008) tornaram-se sucessos imediatos nas rádios pop.
O sucesso plantou bases de fãs dedicadas para Swift em mercados estrangeiros como o Reino Unido, Irlanda, Brasil, Filipinas, China, Vietnã, Taiwan, Índia e Japão. Seus álbuns subsequentes, que a viram experimentar estilos pop, rock, eletrônico, folk e alternativo, ajudaram a aumentar sua base de fãs e diversificar sua demografia nas décadas seguintes.

### Etimologia
A palavra "Swiftie", para um fã de Swift, ganhou popularidade no final dos anos 2000. Etimologicamente, a palavra é formada a partir do nome de Swift e do sufixo "ie", que é frequentemente usado em diminutivos para implicar afeição. Swift declarou em uma entrevista à Vevo em 2012 que seus fãs se autodenominam "Swifties", o que ela achou "adorável". Swift registrou o termo de marca registrada em março de 2017. Em 2023, o Oxford Dictionary of English definiu Swiftie como um substantivo que significa "um fã entusiasmado da cantora Taylor Swift". De acordo com o dicionário, algumas palavras que combinam com Swiftie no uso popular são "fandom", "die-hard", "hardcore" e "self-proclaimed". De acordo com o Dictionary.com, o termo Swiftie geralmente implica que a pessoa é "um fã muito apaixonado e leal - em oposição a apenas um ouvinte casual".

## Relacionamento com Swift

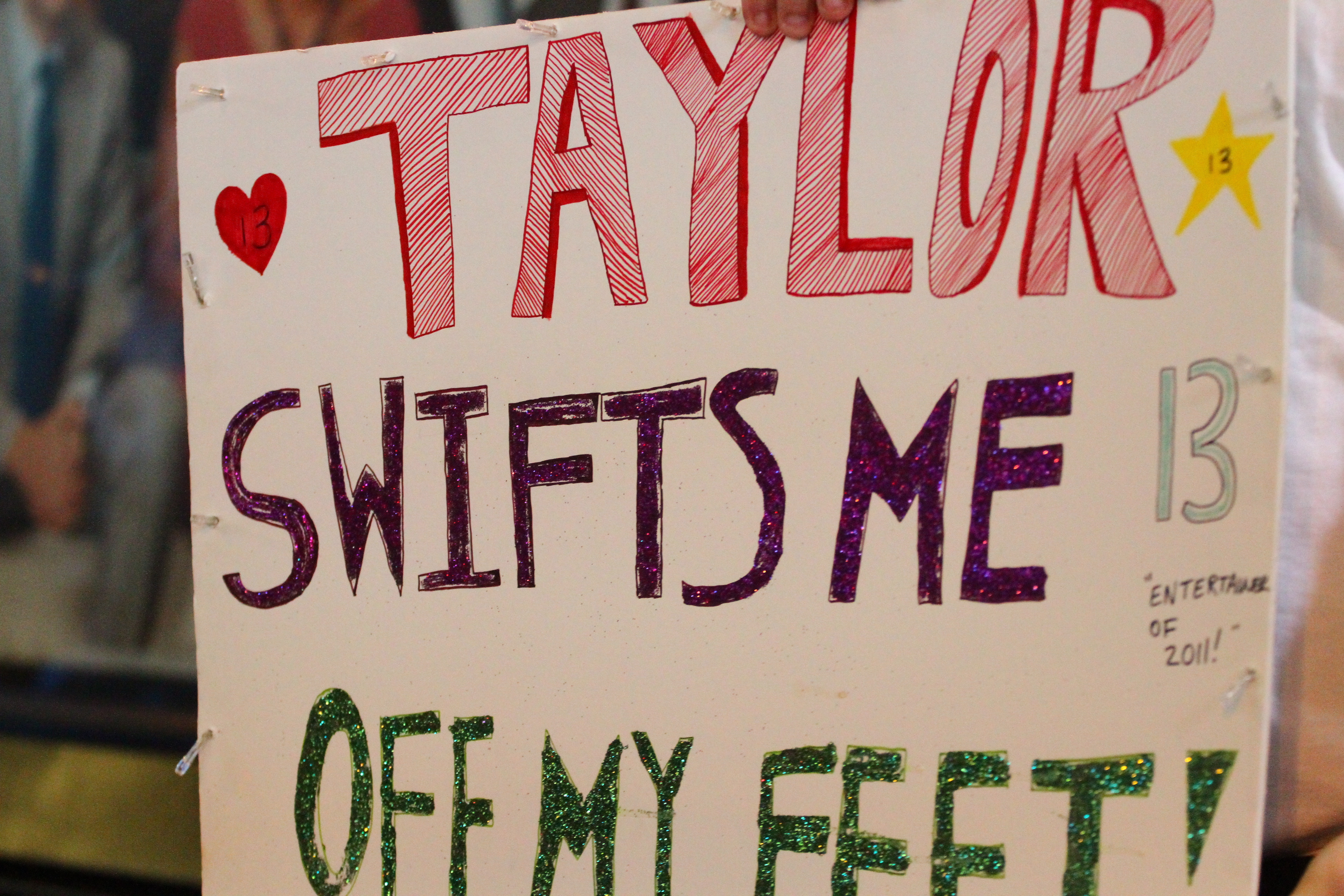
Um pôster de um Swiftie demostrando apoio e fazendo trocadilhos com verbos para o sobrenome da artista, em tradução literal significa: "A Taylor Swift me deixa nas nuvens!"

A cantora mantém uma relação próxima com os Swifties, a quem muitos jornalistas atribuem sua influência cultural. Para o The Washington Post, Swift e os Swifties são "todos parte de um grande grupo de amigos". Ela "revolucionou" o relacionamento que uma celebridade pode ter com os fãs, de acordo com o The New York Times. Muitos fãs se sentem conectados a ela, pois "cresceram com ela e sua música". Lora Kelley, do The Atlantic, afirmou que "entende o poder da experiência do grupo". Sua conexão com os fãs é considerada única para artistas de sua estatura: ela interagiu com eles nas redes sociais, enviou presentes, selecionou-os pessoalmente para comparecer a pocket shows ou meet-and-greets, fez visitas surpresa, participou de algumas datas importantes (como um casamento ou um chá de panela) e presenteou fãs desfavorecidos ou com problemas médicos com ingressos gratuitos.
O hábito de Swift de espreitar seus fãs online foi chamado de "Taylurking" pelos fãs.
Em Junho de 2010, Swift organizou um meet-and-greet de 13 horas como parte do CMA Festival em Nashville no Tennessee. Em 2014, 2017 e 2019, ela organizou as "Secret Sessions", uma série de festas de audição de álbuns de pré-lançamento para fãs em suas casas, e um evento de Natal de 2014 apelidado pelos fãs de "Swiftmas", onde Swift enviou pacotes de presentes de Natal antecipados aos fãs e entregou alguns deles pessoalmente. Swift também escreveu canções em homenagem aos seus fãs, como "Long Live" (2010) ou "Ronan" (2012), este último é uma canção de caridade sobre o filho de quatro anos de um fã que morreu de neuroblastoma.
Em 2023, ela convidou 2.200 fãs para a estreia mundial de seu filme-concerto, "Taylor Swift: The Eras Tour" (2023), gratuitamente, e tirou selfies com a maioria deles.
Zoya Raza-Sheikh, do The Independent, relatou que Swift "permanece na vanguarda da oferta de experiências voltadas para os fãs, cultivando um público cada vez maior. Sejam convites pessoais para festas de audição de álbuns na casa da cantora, também conhecidas como Sessões Secretas, ou encontros antes dos shows, ela continua a priorizar seus fãs."

## Tradição e comunidade

Fanart fazendo referência a fala de Swift na The 1989 World Tour (2015) sobre sua música "Clean" (2014)

Jornalistas descrevem as obras de Swift, sua fama e a fanfarra que as cerca como um mundo à parte, apelidando-o de um "universo " musical sujeito a análises dos fãs de Swift. Propagada pelo uso prolífico de easter eggs e "conexão incomumente próxima com seus fãs", Swift é uma fonte de mito na cultura popular.
Suas roupas, acessórios, dicção, código de cores e numerologia também foram referências. Os Swifties são conhecidos pelas suas teorias de fãs, tendo ganho a reputação de "os melhores detetives online" por desmembrarem e associarem vários elementos que consideram como pistas ou códigos escondidos. De acordo com Bruce Arthur do Toronto Star, "Swift é seguida por fãs cuja dedicação à sua mitologia é bizantina, em camadas, complexa e messiânica."
Swift é conhecida por seus lançamentos de álbuns e conceitos promocionais, frequentemente chamados de "eras". Cada época é caracterizada por uma ideia estética, paleta de cores, humor e estilo de moda.
A editora sênior Elena Nicolaou do Today, relatou como os Swifties, que são em sua maioria millennials, incorporaram a cultura Swiftie em seus casamentos e outros eventos.

O uso de símbolos e imagens por ela só aumentou com o tempo, a ponto de que, se você mergulhar fundo no mundo da Swift, os fãs parecem estar falando praticamente outra língua — com abreviações, frases codificadas e referências que só eles entendem. The Washington Post (2022)

### Características sociológicas

Os Swifties fizeram e compartilharam pulseiras da amizade na Eras Tour (2023–2024), inspiradas na música "You're on Your Own, Kid ". O número 13, como o número favorito e da sorte de Swift, também é frequentemente mencionado pelos fãs.

Os Swifties foram descritos como uma base de fãs leal com altos níveis de participação e criatividade. Fãs devotados em países estrangeiros como a China traduzem suas letras e coordenam eventos de grande escala relacionados a Swift. A recepção positiva de "Reputation" (2017)', lançado após seu cancelamento de 2016, demonstrou o compromisso com ela, independentemente de uma mudança de tom em sua arte e na percepção do público. A Billboard escreveu que o sucesso sem precedentes dos álbuns regravados de Swift foi mais uma prova de sua lealdade. Segundo Willman, o sucesso das regravações inspirou outros artistas a "usar como armas os fãs em suas disputas comerciais".
A autora Amanda Petrusich descreveu a lealdade dos Swifties como "poderosa e assustadora". A crítica do The Guardian, Rachel Aroesti, escreveu: "Você não pode discutir com sua base de fãs, imaculadamente devota e incrivelmente populosa." Os Swifties são uma "força" - "um grupo grande e poderoso", de acordo com a professora de música Paula Harper da Universidade de Chicago.

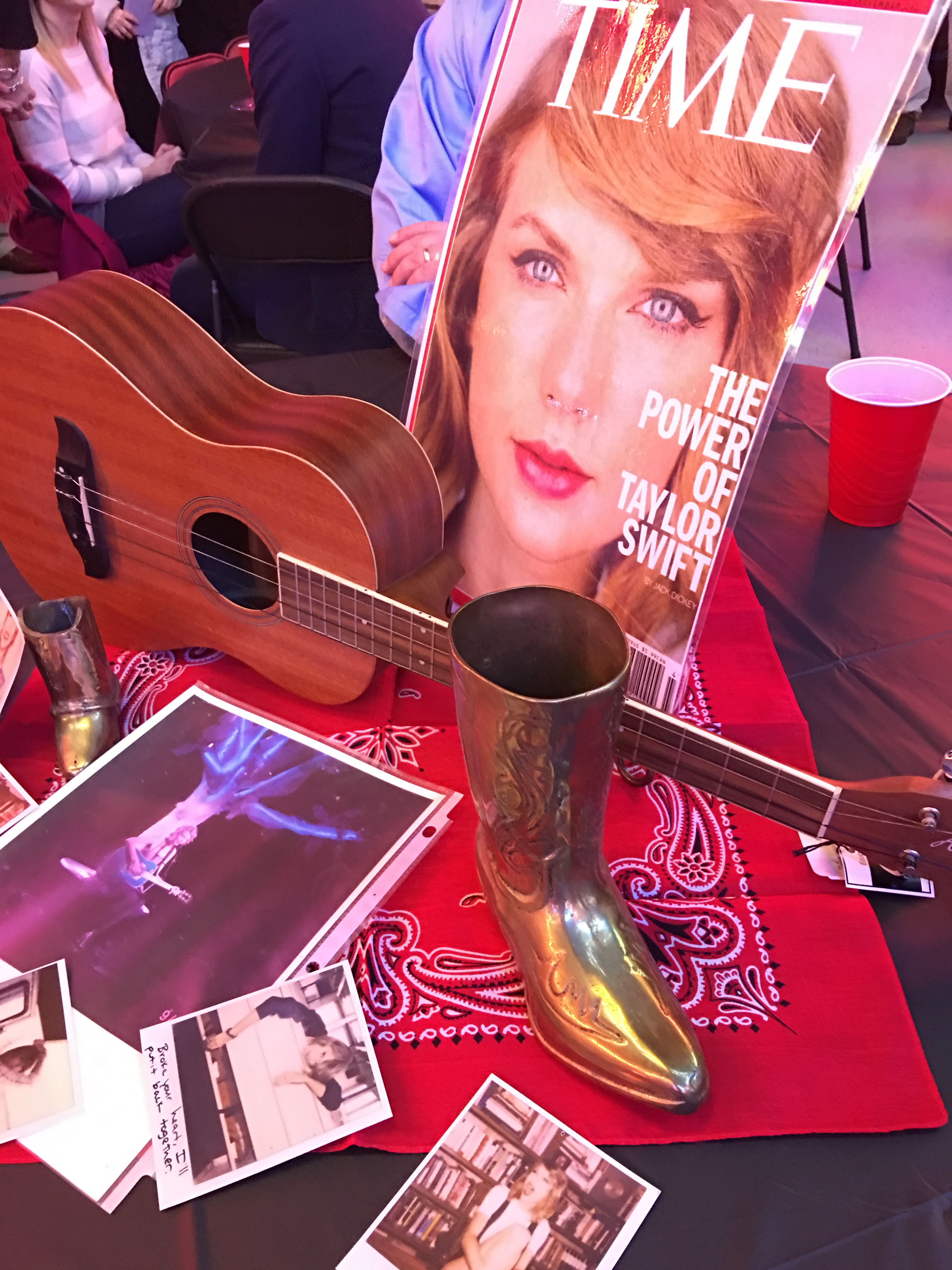
Uma coleção de fãs

O fenômeno consumista de participar ou comprar qualquer coisa relacionada a Swift foi denominado "efeito Taylor Swift" pelas publicações.
O frenesi dos fãs, geralmente denominado "Swiftmania", foi considerado o equivalente do século 21 à "Beatlemania" por jornalistas como Jon Bream do Star Tribune, que disse que "Swift alcançou uma monocultura antes impensável, uma repetição do zeitgeistian da Beatlemania". Programas e programas de televisão com Swift frequentemente experimentam picos de audiência devido aos Swifties, como o Super Bowl LVIII, que, teve maior audiência devido ao relacionamento amoroso de Swift com o jogador do Kansas City Chiefs, Travis Kelce. Além de artistas musicais que citaram Swift como influência, como Olivia Rodrigo, Halsey e Camila Cabello, várias outras celebridades se descreveram como Swifties.

## Impactos

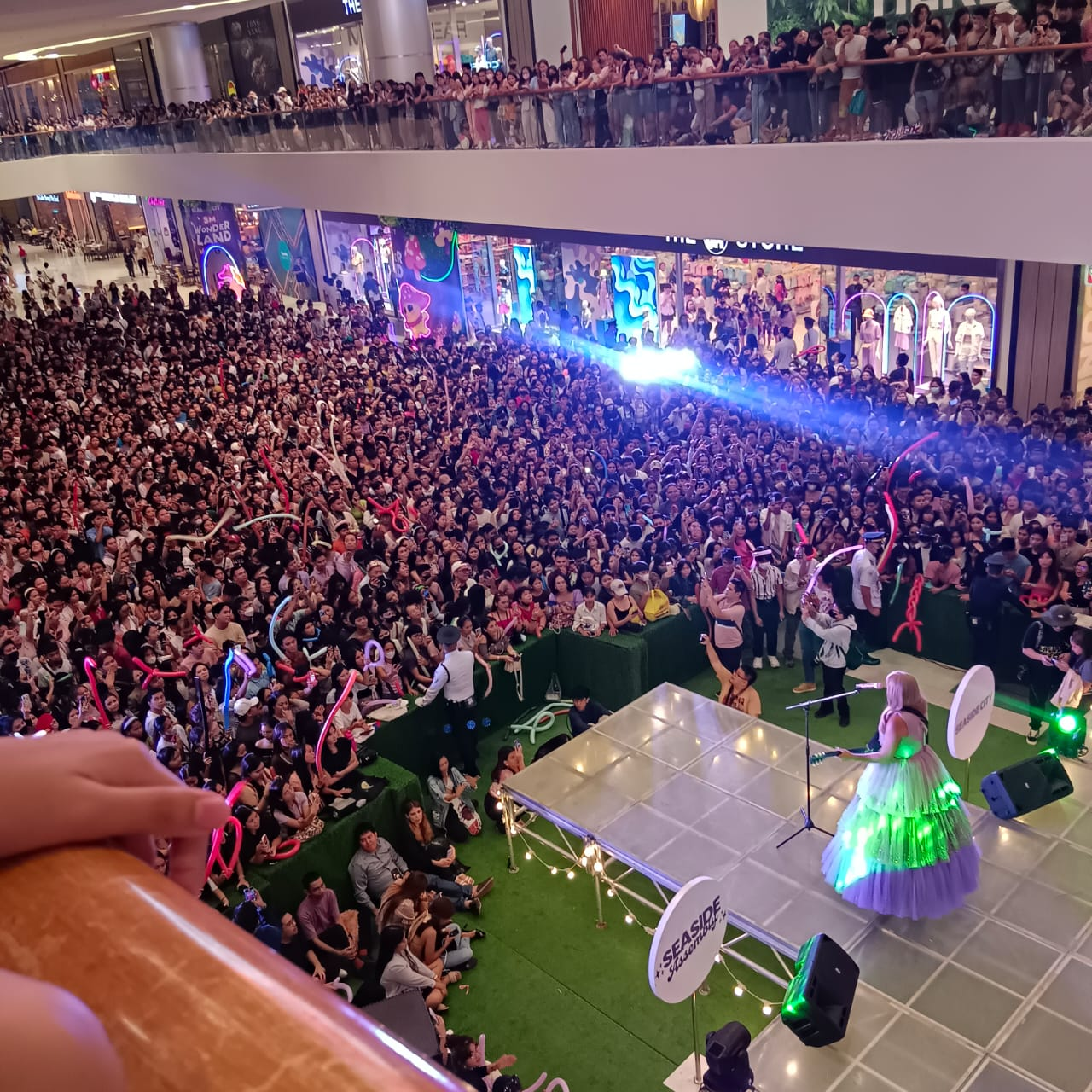
A drag queen filipina Taylor Sheesh, conhecida por imitar Taylor Swift, alcançou a fama graças aos Swifties e pessoas que apoiam a mesma.

Os fãs de Swift têm sido amplamente noticiados por seu apoio a Swift em termos de seu sucesso comercial. Swift é conhecida por suas grandes vendas de CDs e vinis, apesar do cenário musical do século 21 ter mudado para uma indústria amplamente digital. De 2014 a 2015, Swift contestou os serviços de streaming de música Spotify e Apple Music para regulamentar suas políticas de proteção à integridade dos artistas.
Ela anunciou que 1989 (2014), seu primeiro álbum de música pop, não seria lançado no Spotify e na Apple Music, protestando contra os pagamentos "baixos" da plataforma aos músicos.
Muitos funcionários da indústria sentiram que a saída de Swift da música country e das plataformas de streaming impactaria as vendas do álbum.
Os fãs de Swift aumentaram a publicidade em torno de sua disputa de masters de 2019 com a Big Machine e o empresário americano Scooter Braun e impulsionaram o sucesso de seus esforços de regravação. Uma petição online lançada por um fã no Change.org, pedindo que Braun e Borchetta "parassem de manter a arte de Swift como refém", atraiu 35.000 demandantes nas primeiras três horas. Michael Jones, diretor-geral da Change.org, descreveu a petição como "uma das petições de crescimento mais rápido na plataforma este mês". Braun, no entanto, afirmou que Swift "transformou" sua base de fãs em uma arma ao tornar a disputa pública. Os Swifties também descobriram que o Carlyle Group, parceiro de Braun na disputa, fornece armas para a guerra civil no Iêmen, o que foi confirmado por publicações como o The New York Times.
As obras de Swift, incluindo turnês de concertos como "The Eras Tour", são conhecidas por estimular as economias vizinhas. O impacto económico — impulsionado em grande parte pelos Swifties e atribuído aos negócios "em expansão" de viagens, alojamento, cosméticos, moda e alimentação — aumenta as receitas do turismo nas cidades em grandes margens.
Em novembro de 2022, a pré-venda da turnê Eras nos EUA foi mal administrada pela TicketMaster, recebendo amplo escrutínio público e político. Devido à demanda "gigante" dos fãs, o site TicketMaster travou, mas 2,4 milhões de ingressos foram vendidos, quebrando o recorde de maior número de ingressos para shows vendidos por um artista em um único dia. A TicketMaster atribuiu a queda ao tráfego do site "historicamente sem precedentes". Fãs e grupos de consumidores acusaram a TicketMaster de fraude e monopólio. As intensas reações dos fãs fizeram com que vários membros do Congresso dos EUA destacassem a fusão da TicketMaster e sua empresa-mãe Live Nation Entertainment, e o Departamento de Justiça dos EUA abrisse uma investigação sobre a Live Nation e TicketMaster, enquanto vários fãs processaram as empresas por engano intencional, fraude, fixação de preços e violações da lei antitruste. Sob pressão do presidente dos EUA , Joe Biden, a TicketMaster e outras empresas de venda de ingressos concordaram em acabar com as taxas indevidas.

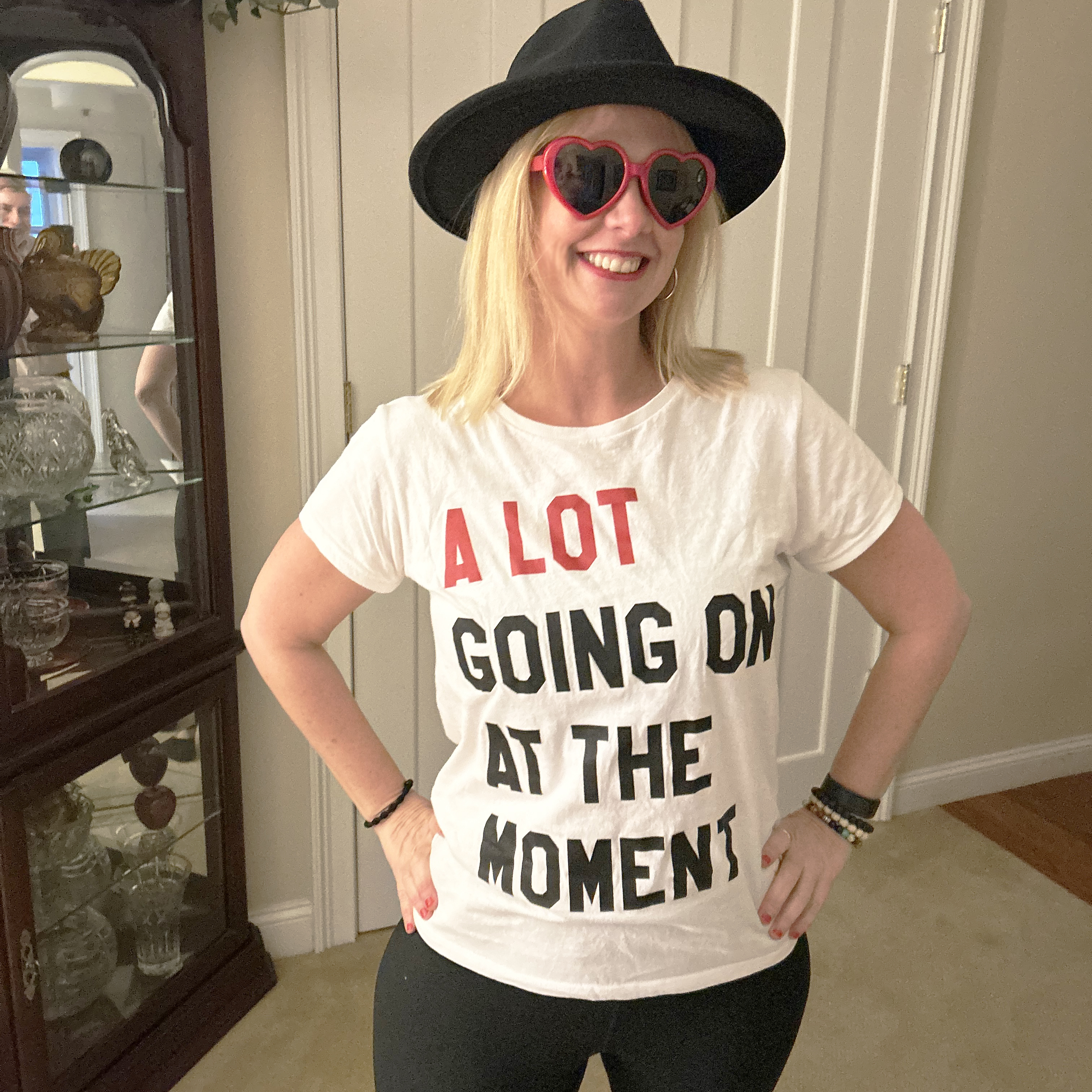
Uma Swiftie com uma das roupas de Swift na The Eras Tour e do videoclipe "22"

Percebendo a tendência crescente de festas dançantes com o tema Swift no mundo, os comentaristas da indústria descobriram que a posição cultural de Swift como um marco no cenário musical do século 21 permitiu que as casas noturnas lucrassem com ela, organizando eventos especializados para os fãs.
Uma dessas festas é a "Swiftogeddon", que começou como um evento único dos Swifties em Londres e se transformou em uma turnê noturna em clubes do Reino Unido, com ingressos esgotados todos os fins de semana.
Programas de televisão americanos como Dancing with the Stars e The Voice apresentaram noites especiais com o tema Swift em 2023. As tendências Swifties também inspiram diversas marcas.
Ações no Brasil
Em novembro de 2023, fãs brasileiros da cantora, organizaram uma mobilização inédita para homenagear a artista durante sua passagem pelo Rio de Janeiro. A ação, intitulada “Taylor no Cristo”, consistiu em arrecadar mais de 20 mil unidades de panetone e água mineral como parte de uma campanha solidária promovida pelo Santuário Cristo Redentor, em parceria com a Igreja Católica, em alusão ao Dia Mundial dos Pobres. Após o sucesso da arrecadação, o monumento do Cristo Redentor foi iluminado com uma projeção especial que incluía referências à carreira da cantora e uma mensagem de boas-vindas.
O projeto teve ajuda do Padre Omar, reitor do Santuário Cristo Redentor, responsável por administrar o local e o atual prefeito do Rio de Janeiro Eduardo Paes. Também do artista Gabriel Dadam, responsável pela arte.
A imagem projetada no Cristo Redentor representa simbólicamente a camiseta “Junior Jewels”, usada pela cantora no videoclipe da música "You Belong With Me" (2010).
No "peito" da estátua, está escrito, em inglês, "Welcome To Brasil", e em volta o nome de todos os estados brasileiros.

## Dados
De acordo com uma pesquisa de 2023 realizada pela Morning Consult, nos EUA, de uma amostra de 356 adultos americanos, 53% dos entrevistados disseram ser fãs de Taylor Swift, dos quais 44% se identificaram como Swifties e 16% como seus fãs "ambiciosos". Dos fãs, 52% eram mulheres, enquanto 48% eram homens. Em termos raciais, 74% dos fãs eram brancos, 13% eram negros, 9% eram asiáticos e 4% de outras raças. Politicamente, 55% dos fãs eram democratas, 23% eram republicanos e 22% eram independentes. Em termos de gerações, 45% são millennials, 23% são baby boomers, 21% são Geração X e 11% são Geração Z.
Os jornalistas também notaram um aumento nos fãs da geração baby boomer e da geração X de Swift, conhecidos como "Swifties seniores". Os Swifties negros contam que frequentemente enfrentam o ataques de outros negros, que questionam a posição racial dos Swifties negros por serem fãs de um artista branco.

## Crítica
Os Swifties receberam críticas por certos comportamentos. Jornalistas denunciaram as interações parassociais que alguns Swifties têm com Swift, incluindo o interesse excessivo na vida privada de Swift. Os fãs invadiram os locais onde ela foi vista. A própria Swift falou muitas vezes sobre sua falta de privacidade. Em "Miss Americana" (2020), quando Swift sai de seu apartamento em Tribeca cercada por fãs e espectadores do lado de fora de sua porta, ela afirma que está "altamente ciente do fato de que [isso] não é normal". A Vice chamou o fandom de uma "comunidade igualmente acolhedora, mas fechada, presa no meio da cultura de celebridades idealista e obsessiva".
Alguns fãs também foram relatados atacando, assediando ou enviando ameaças de morte online e denunciando outras celebridades, jornalistas e usuários de mídia social por vários motivos, como falar negativamente sobre Swift. Outros fandoms acusaram os Swifties de racismo contra artistas afro-americanos. Melina Abdullah, uma ativista do Black Lives Matter e professora titular de Estudos Pan-Africanos na Universidade Estadual da Califórnia, opinou: "Por que sinto que é um pouco racista ser fã de Taylor Swift?", esclarecendo mais tarde: "Eu disse sentir, não pensar. Mais ou menos como aquela sensação que tenho quando há muitas bandeiras americanas".

### Gaylor
"Gaylor" é uma teoria da conspiração que afirma que Swift é secretamente gay. Uma pequena facção de Swifties, que se autodenominam "GAYlors", apoia e promove a teoria, acreditando que Swift dá indícios de sua homossexualidade por meio de sua música e estilo de vida, embora ela tenha declarado que "não faz parte" da comunidade LGBTQ, mas sim uma aliada. Alguns "Gaylors" especificamente shippam Swift com Karlie Kloss, Dianna Agron, ou ambas, alegando que Swift namorou com eles no passado. A maioria dos Swifties criticam as teorias de "Gaylor" como rebuscadas, maliciosas e desrespeitosas com Swift. Alguns jornalistas também a rejeitam como uma teoria da conspiração invasiva e sem fundamento.
Um artigo de opinião de janeiro de 2024 da escritora Anna Marks, publicado no "The New York Times" ', especulou que Swift é uma pessoa queer enrustida com base nas percepções de Marks sobre as letras e a estética de Swift, atraindo críticas de Swifties e outros leitores. Posteriormente, a CNN Business informou que o pessoal de Swift considerou o artigo "invasivo, falso e inapropriado".

## Estudo acadêmico
Os Swifties têm sido objeto de interesse jornalístico e acadêmico, estudados por seu capital social, características consumistas e relacionamentos interpessoais. A sua “criação prolífica de conteúdos, a sua perspicácia digital, a sua capacidade de organização e, por vezes, os seus comportamentos online perversos” também são objecto de estudo, segundo os investigadores da cultura da Internet Cristina López e Avneesh Chandra.
Donovan distinguiu os "fãs de Taylor Swift" dos Swifties, opinando que estes últimos são uma subcultura caracterizada pela efervescência coletiva, diferente de outras bases de fãs.
Alguns linguistas chamaram a linguagem dos Swifties, baseada em letras e códigos de fãs, de "fanileto". Um mapa de rede de 2023 publicado por López e Chandra dividiu os Swifties em seis facções distintas com base em interações online e tópicos de discussão.
Um estudo qualitativo de 2024 sobre Swifties indonésios afirmou que a interação parassocial com Swift e as interações entre Swifties saciam as "gratificações dos fãs nas redes sociais para entretenimento, interações sociais e busca de informações ". Várias universidades também hospedam clubes de fãs dedicados a Swift.